# 永兴镇 (明水县)
永兴镇，是中华人民共和国黑龙江省绥化市明水县下辖的一个乡镇级行政单位。

## 行政区划
永兴镇下辖以下地区：
永兴村、东升村、爱国村、新华村、跃进村、文化村、务本村和光明村。